# Myrioblephara eoduplexa
Myrioblephara eoduplexa là một loài bướm đêm trong họ Geometridae.